# George Spencer, 4.º Duque de Marlborough
George Spencer, 4.º Duque de Marlborough (26 de janeiro de 1739 — 29 de janeiro de 1817) foi um nobre britânico. Filho de Charles Spencer, 3.º Duque de Marlborough, ele era conhecido como Marquês de Blandford até suceder seu pai, em 1758.

## Educação e cargos
Educado em Eton College, George Spencer, em 1755, entrou para a Coldstream Guards como um porta-bandeira, tornando-se um capitão do 20.º Regimento de Infantaria no ano seguinte. Depois de herdar o ducado de Marlborough, em 1760, George tornou-se membro da Câmara dos Lordes, adquirindo o cargo de lorde-tenente de Oxfordshire no mesmo ano. Em 1761, ele segurou o cetro real durante a coroação de Jorge III. Em 1762, tornou-se Lorde Camareiro e um conselheiro privado. Foi apontado ao cargo de Guarda do Selo em 1763.
Tendo sido eleito membro da Sociedade Real de Londres, o Duque de Marlborough foi investido cavaleiro da Ordem da Jarreteira em 1768. 

## Casamento e filhos
Em 1762, ele casou-se com Lady Caroline Russell, filha de John Russell, 4.º Duque de Bedford. Eles tiveram sete filhos:
- Lady Caroline Spencer (1763–1813), casou-se com o segundo Visconde Clifden.
- Lady Elizabeth Spencer (m. 1812), casou-se com seu primo John Spencer (um neto do terceiro Duque de Marlborough).
- Lady Charlotte Spencer (m. 1802), casou-se com o Reverendo Edward Nares.
- George Spencer, Marquês de Blandford (1766–1840), depois quinto Duque de Marlborough.
- Lady Anne Spencer (1773–1865), casou-se com o futuro sexto Conde de Shaftesbury.
- Lady Amelia Sophia Spencer (m. 1829), casou-se com Henry Pytches Boyce.
- Lorde Francis Almeric Spencer (1779–1845)

## Morte
Ele morreu no Palácio de Blenheim, aos setenta e oito anos, e foi enterrado lá.